# Wilhelm Kos
Wilhelm Kos (* 14. Mai 1910 in Laibach; † 3. November 1995 in Wien) war ein SS-Obersturmbannführer und Abgeordneter zum österreichischen Nationalrat.

## Leben
Als Sohn des Regierungsbaudirektors und stellvertretenden Bürgermeisters Karl Kos besuchte er die Realgymnasien in Wels und Linz und erlangte im Jahre 1929 die Matura. Danach absolvierte er ein Studium der Rechtswissenschaften an der Universität Graz. 1929 trat er der Burschenschaft Carniola Graz sowie dem Nationalsozialistischen Deutschen Studentenbund (NSDStB) bei. Schon 1927 betätigte er sich im Steirischen Heimatschutz.
Zum 8. November 1930 trat er in die NSDAP ein (Mitgliedsnummer 360.580), am 24. April 1931 in die SS (SS-Nummer 10.536). Zum SS-Unterscharführer wurde er 1932 befördert. Innerhalb der SS rotierte er in verschiedenen Formationen. Anfang 1933 gehörte er der SS-Standarte „Germania“ in Hamburg an, wechselte noch 1933 in das SS-Sonderkommando Berlin der SS-Stabswache versetzt zu werden., kam 1934 als Ausbilder österreichischer SSler ins KZ Dachau. Von 1935 bis 1936 bildete er SS-Unterführeranwärter in einem Ausbildungslehrgang aus. Die SS-Junkerschule im Braunschweiger Schloss absolvierte er 1936. Zum SS-Untersturmführer wurde er 1937 befördert.
An der SS-Junkerschule Bad Tölz besuchte er 1938 einen Kurs auf dem Gebiet der Verwaltung, um anschließend beim SS-Ersatzbataillon „Germania“ als Abteilungsleiter für Wirtschaft tätig zu werden. Im folgenden Jahr erfolgte die Beförderung zum SS-Obersturmführer. Die Promotion zum Dr. jur. erreichte er 1939. Zum Leiter der Verwaltung im SS-Regiment „Westland“ wurde er 1940 ernannt, wobei er auch die Beförderung zum SS-Hauptsturmführer erlangte.
Ab 1943 gehörte er SS-Panzereinheiten an, die an den Fronten im Zweiten Weltkrieg eingesetzt wurden. Vom 31. Juli 1943 bis 30. Oktober 1943 war er im Wirtschafts-Bataillon der 12. SS-Panzer-Division „Hitlerjugend“ eingesetzt. Diesen Dienst setzte er bis zum 6. Juni 1944 im Wirtschafts-Bataillon 12 der gleichen Division fort. Zeitweise gehörte er auch der Kampfgruppe Fegelein und der 15. Waffen-Grenadier-Division der SS (lettische Nr. 1) an. Im Jahre 1944 wurde er zum Generalkommando des XI. SS-Armeekorps versetzt, wo er die Dienststellung als IVa Korpsintendanten hatte. Inzwischen war er zum SS-Obersturmbannführer befördert worden.
Nach dem Kriege wurde er als NS-belastet interniert und durchlief das Entnazifizierungsprogramm. In der Wirtschaft konnte er sich mehrere Jahre betätigen, später arbeitete er als Rechtsanwalt in Wels.
Als Mitglied der Freiheitlichen Partei Österreichs (FPÖ) konnte er für den Wahlkreisverband III vom 9. Juni 1959 bis zum 30. März 1966 im Nationalrat ein Mandat wahrnehmen.

## Auszeichnungen
- Kriegsverdienstkreuz II. Klasse mit Schwertern
- Eisernes Kreuz II. Klasse
- SS-Ehrendegen
- SS-Totenkopfring